# Automobiles Delta
Automobiles Delta war ein französischer Automobilhersteller.

## Unternehmensgeschichte
Das Unternehmen von M. de Colange aus Puteaux begann 1905 mit der Produktion von Automobilen. Der Markenname lautete Delta. 1915 endete die Produktion.

## Fahrzeuge
Das Unternehmen bot 1905 sechs verschiedene Modelle an. Dies waren die Modelle 6 CV, 8 CV, 12 CV, 14 CV, 20 CV und 24 CV. Für den Antrieb sorgten Einbaumotoren, unter anderem von De Dion-Bouton.
Erst 1913 wurde das Unternehmen wieder im Automobilbau aktiv. In dem Jahr kam der 10/12 CV auf den Markt. Für den Antrieb sorgte ein vermutlich selbst entwickelter Vierzylindermotor. Dieses Modell war meistens als zweitüriger, zweisitziger Torpedo karosseriert.